# Haus Marktplatz 4 (Pleinfeld)

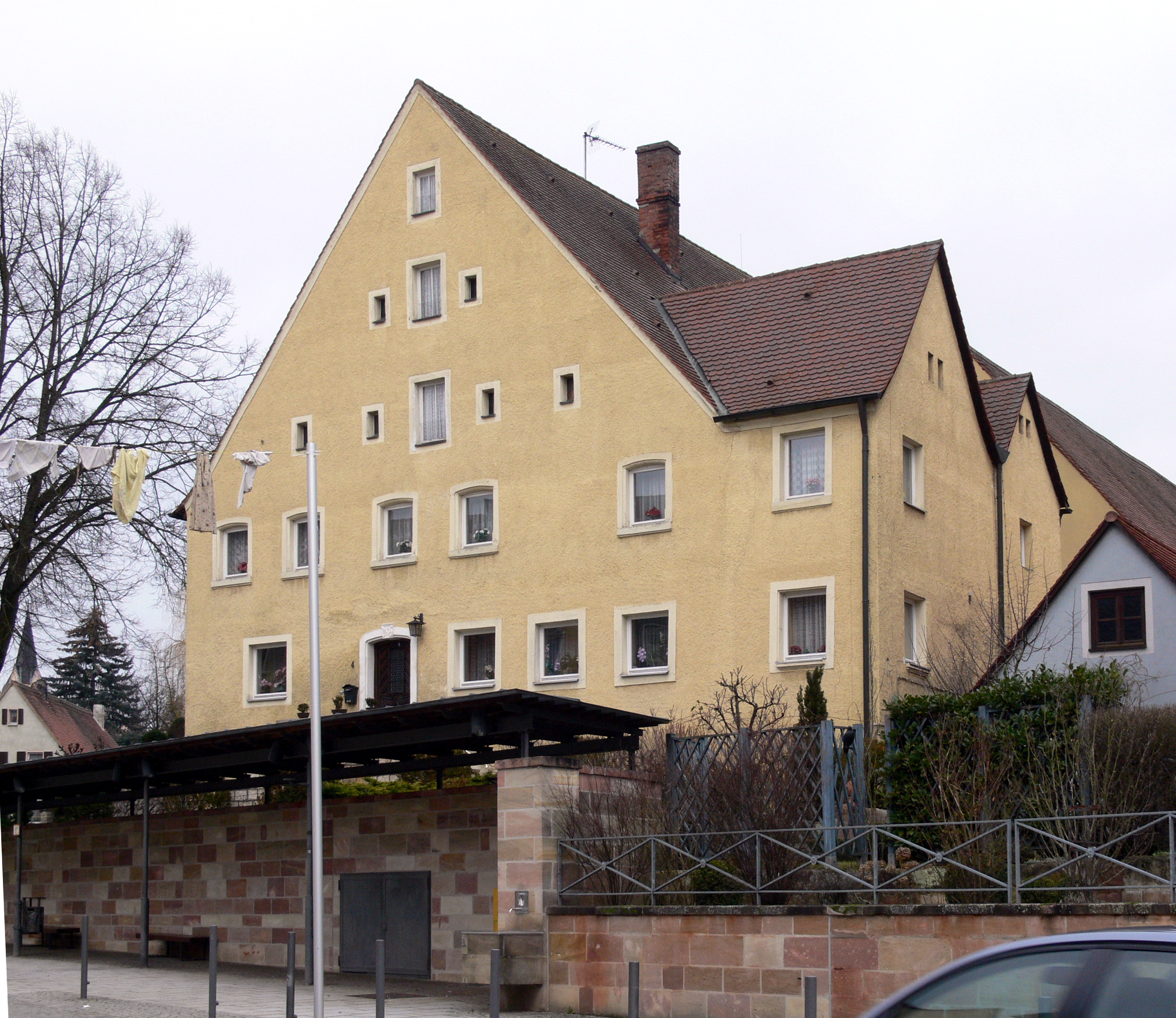
Ehemaliges Bauernhaus am Marktplatz 4 (2012)

Das Haus am Marktplatz 4 ist ein  Wohngebäude am Marktplatz von Pleinfeld, einem Markt im  mittelfränkischen Landkreis Weißenburg-Gunzenhausen. Das Gebäude ist unter der Denkmalnummer D-5-77-161-26 als Baudenkmal in die Bayerische Denkmalliste eingetragen.
Das zweigeschossige giebelständige Gebäude mit Satteldach wurde als Bauernhaus im ersten Drittel des 19. Jahrhunderts errichtet. Um 1900 beherbergte es die Gaststätte Zum Goldenen Stern. Heute wird es als Wohnhaus genutzt.